# 多爾威澤蘭城堡
多爾威澤蘭城堡（威爾斯語：、威爾斯語發音：[kastɛɬ dɔlwɪð'ɛlan]；英語：、/dɒlwɪðˈɛlæn/、dol-with-EL-an）是位於英國威爾斯的一座城堡，靠近北威爾斯康威郡自治市的多爾威澤蘭。這座城堡被認為由盧埃林大帝修建於13世紀。城堡最初僅有一座兩層高的塔樓，第二座塔樓則修建於13世紀後期；在15世紀後期的維修中，第一座塔樓增建了第三層。

## 建築
這座城堡主要使用當地的砂礫和石板瓦礫修建，是格溫內斯王國王子在史諾多尼亞的據點之一。雖然缺乏明確的修建日期記錄，但多認為長方形兩層高塔樓修建於13世紀初期。這座塔樓的一層包括一個帶有壁爐的主要房間，以及通往地下室入口的活動門。主塔的入口被一個門廊覆蓋。
第二座兩層塔樓修建於1283年至1284年，由愛德華一世在維修時期添加。這座塔樓通過一個不規則的幕牆和中庭連接，並在1290年至1292年進一步擴建。第二座塔在頂層有一個壁爐，並可通過內部樓梯到達。15世紀後期，主塔增建了第三層，總高度因此達到12.3（40英尺）。1848年至1850年期間，雷斯比的威洛比對城堡進行了大幅修繕，並在此期間增建了垛口。

## 歷史

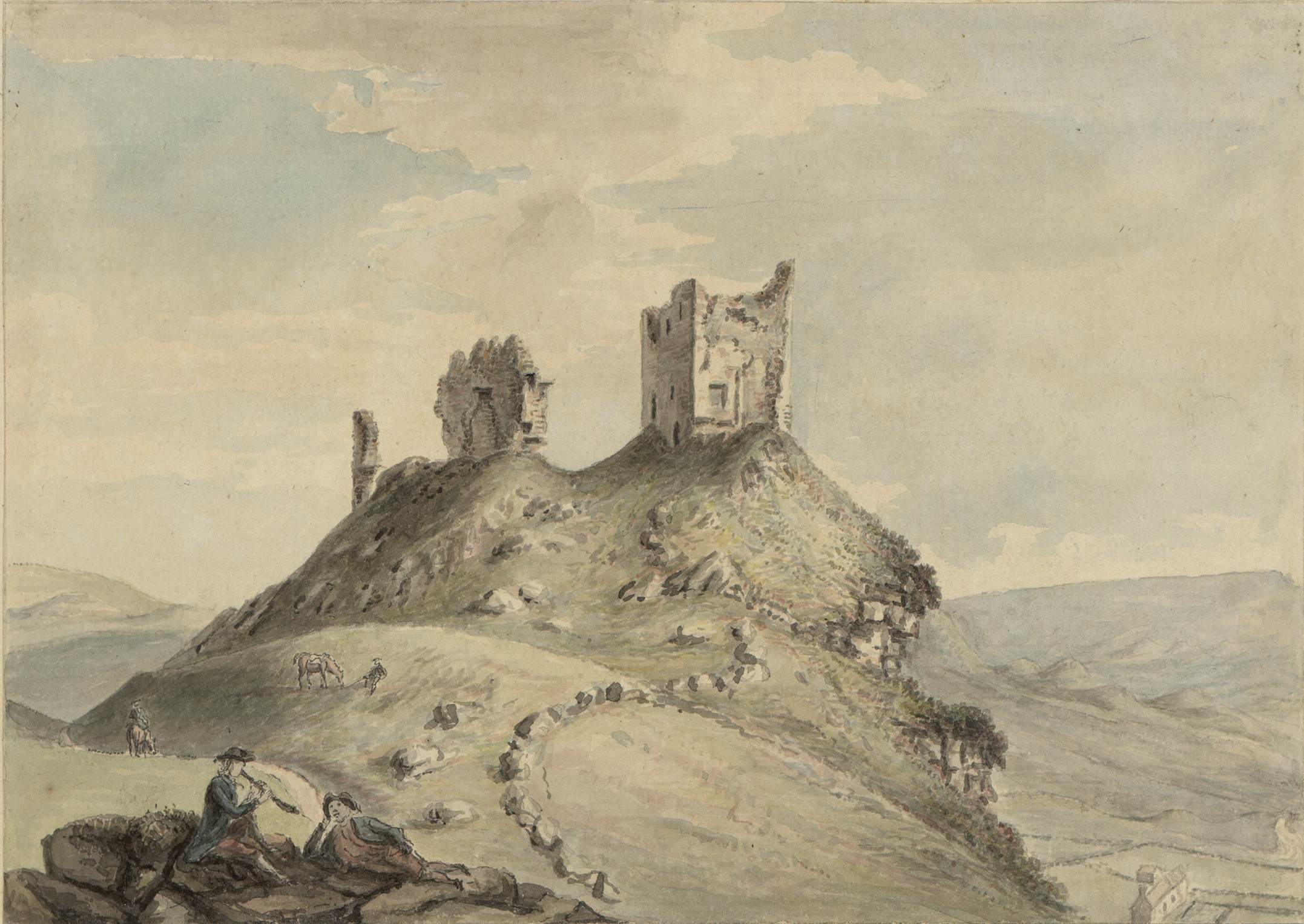
1778年時的多爾威澤蘭城堡

這座城堡修建在13世紀初期，最初被作為穿過北威爾斯主要路線的一座哨所使用。多爾威澤蘭城堡曾被認為是盧埃林大帝的出生地，但現在主流觀點傾向於他出生在城堡附近小丘上的一座名為Tomen Castell的塔樓，並且由盧埃林大帝建造。1283年1月18日，英格蘭國王愛德華一世在征服威爾斯的最後階段佔領了這座城堡:194–195。有一些歷史學家認為城堡的防御者可能和愛德華一世之間達成了協議，通過談判投降:195。 
在1286年之前，有記錄證明英格蘭軍隊曾佔領這座城堡，並對這座城堡進行維修和加固。現仍保留有當時對橋樑和水磨的維修記錄。愛德華時代的駐軍在這裡維持至1290年。
1488年，馬雷杜德·伊凡通過租約成為這裡的領主。他在15世紀時增建了建築的上層部分和排水系統。19世紀時，雷斯比的威洛比對城堡進行了修復和部分改建，加蓋了垛口。有記載稱1810年時，城堡雙塔中的一座可能已經倒塌。
1930年開始，城堡由英國工程部保護。現在多爾威澤蘭城堡由威爾斯議會的歷史環境部門之一的Cadw保護。

## 電影拍攝
多爾威澤蘭城堡在1980年曾被電影《屠龍記》選為劇中角色尤爾瑞奇（Ulrich）的城堡的外景拍攝地。

## 外部連結
- （英文）《英國和愛爾蘭地理》－多爾威澤蘭城堡圖集 （页面存档备份，存于）